# 設楽町民図書館
設楽町民図書館（したらちょうみんとしょかん）は、愛知県北設楽郡設楽町田口にある公共図書館である。設楽町役場議場棟の一角に図書館が設けられている。地方教育行政の組織及び運営に関する法律の規定に基づいて設置されており、図書館法の規定に基づいて設置されているわけではないため、図書館法における「図書館」ではない。
1991年（平成3年）に設楽町立田口小学校跡地に残された特別室校舎の一角を用いて開館した。2014年（平成16年）には新築された設楽町役場議場・図書館棟に移転した。設楽町には設楽町民図書館のほかに、旧津具村域の津具総合支所隣につぐグリーンプラザ図書室がある。

## 設楽町民図書館

### 歴史

#### 図書館開館以前

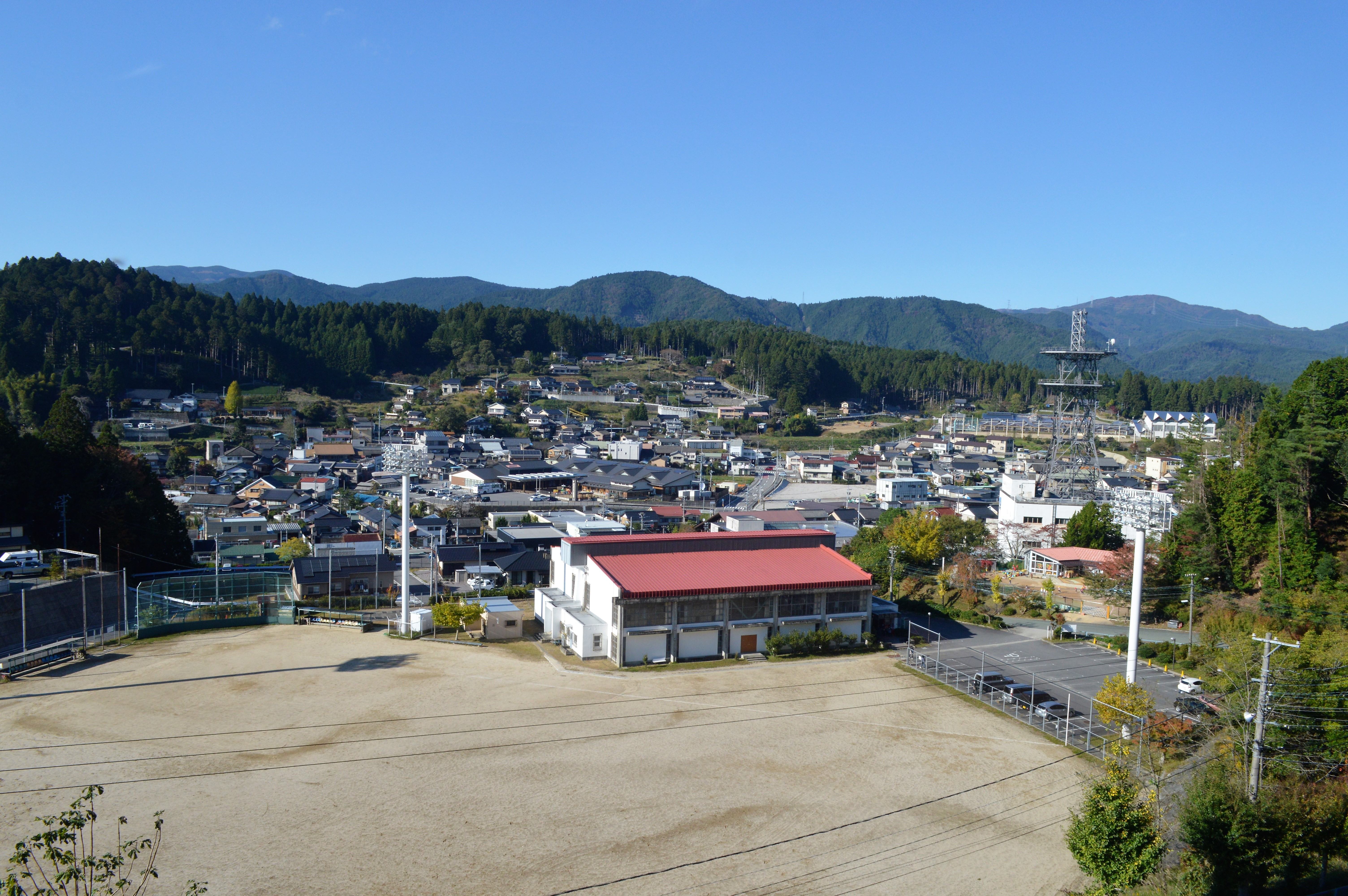
図書館がある設楽町田口

1889年（明治22年）に町村制が施行されて町村合併が進行すると、愛知県の北東部にある北設楽郡域の青年組織も新しい活動に取り組み始めた。その中には「図書・新聞・雑誌の縦覧」があり、例えば名倉村青年団では修養部と呼ばれる部門が、「修養に関する書籍・雑誌購読の勧誘」や「青年書籍棚の設置」などの活動を行っていた。
1956年（昭和31年）には田口町、段嶺村、名倉村、振草村の一部が合併して設楽町が成立した。町立の公共図書館・図書室は設置されなかったものの、学校図書館は教育の全領域を支えるものと認識され、学校図書館は「学習資料センター」として位置付けられた。2002年（平成14年）5月1日時点で、設楽町立田口小学校の学校図書館は4,569冊、設楽町立清嶺小学校は3,704冊、設楽町立田峯小学校は3,059冊、設楽町立名倉小学校は4,442冊、設楽町立設楽中学校は4,426冊の蔵書を有していた。

#### 設楽町民図書館の開館(1991-2014)
設楽町立田口小学校は田口地区の中心部にあったが、1990年（平成2年）に田口地区東部の高台に移転した。小学校の建物のうち木造の校舎は取壊され、跡地は暫定的に田口スポーツ広場となったが、鉄筋コンクリート造の特別室校舎は残され、この特別室校舎を用いて1991年（平成3年）に設楽町民図書館が開館した。1970年（昭和45年）に設置されていた特別室校舎の延床面積は415.2m2であり、図書室部分の床面積は75m2だった。1階に図書室と教育委員会事務局、2階にへき地研究コーナーと視聴覚ライブラリーと会議室が設置された。
1995年度（平成7年度）の利用者数は4,699人、貸出数は6,915冊だったが、1999年度（平成11年度）を境として利用者数や貸出数が漸減しており、2002年度（平成14年度）の利用者数は3,233人、貸出数は5,215冊だった。冷房施設を有しているため、夏休み期間中は小中学生の利用が多い。毎月1回の頻度で図書館だよりを発行しており、2003年（平成15年度）12月時点で138号まで発行されていた。2002年度（平成14年度）時点の蔵書数は、一般書が10,608冊、児童書が3,792冊、その他（視聴覚資料や紙芝居）が221冊、計14,621冊である。うち13,554冊は設楽町が購入した図書であり、993冊は寄贈図書、74冊は愛知県から譲渡された図書である。

#### 設楽町役場への移転(2014-)

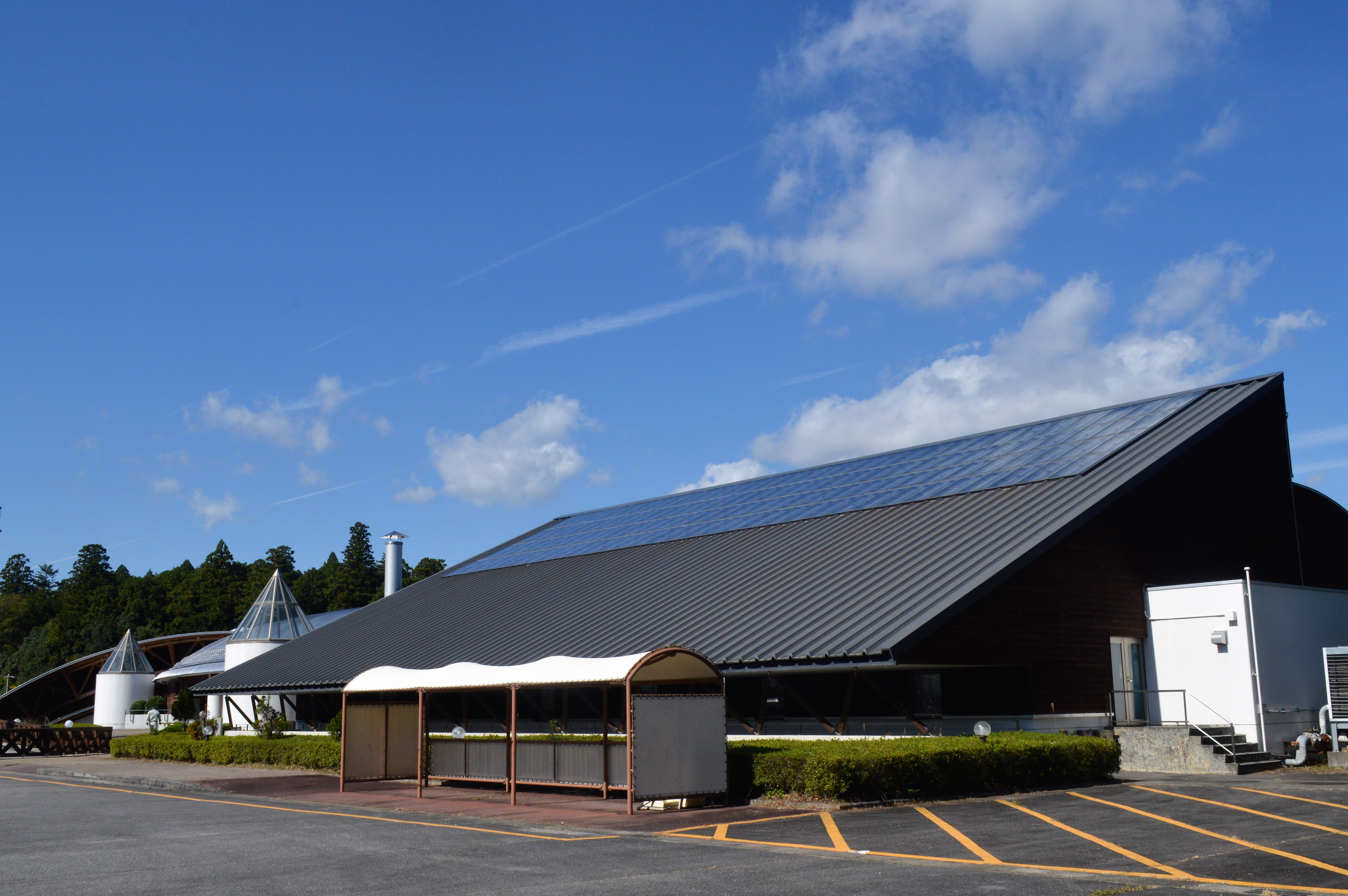
2014年まで図書館が暫定的に設置されていた設楽町ふれあい広場

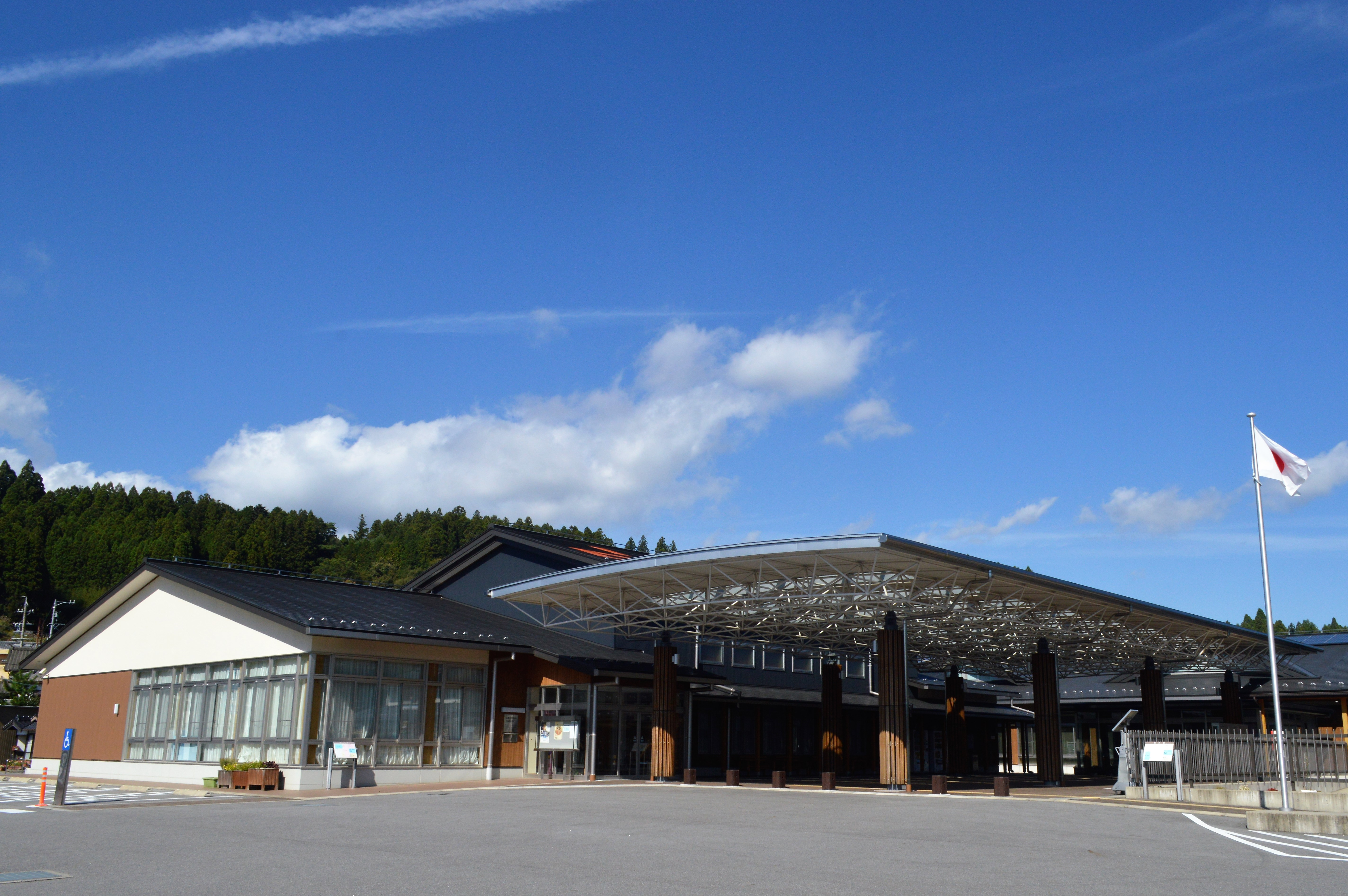
2014年開館の設楽町役場議場・図書館棟（図書館は左端の屋根が低い部分）

2000年代には旧田口小学校の跡地に設楽町役場の新庁舎を建設する計画が浮上し、新庁舎への図書館の設置も盛り込まれた。当初は鉄筋コンクリート造による建設が想定されていたが、2010年（平成22年）に公共建築物等における木材の利用の促進に関する法律が施行されたことで、地元産木材を用いた木造の建物に方針転換された。
2012年（平成14年）6月に新庁舎の建設に着工すると、図書館は暫定的に設楽町ふれあい広場の多目的ホールに移転した。新庁舎は2013年（平成15年）10月に竣工。ふれあい広場の図書館は12月中旬から休館し、蔵書15,700冊が新図書館に運ばれた。12月21日には新庁舎（役場棟、議場・図書館棟、子どもセンター棟）の3施設の落成式が行われた。落成式と同時に、国道257号から新庁舎に通じる設楽町道田口大崎線の開通式も行われている。
図書館を含む設楽町役場は2014年（平成16年）1月6日に新庁舎で業務を開始した。8月には設楽町役場の玄関ロビーと図書館前に、展示スペース「町民ギャラリー」が設けられた。図書館には靴を脱いでスリッパで入館する。

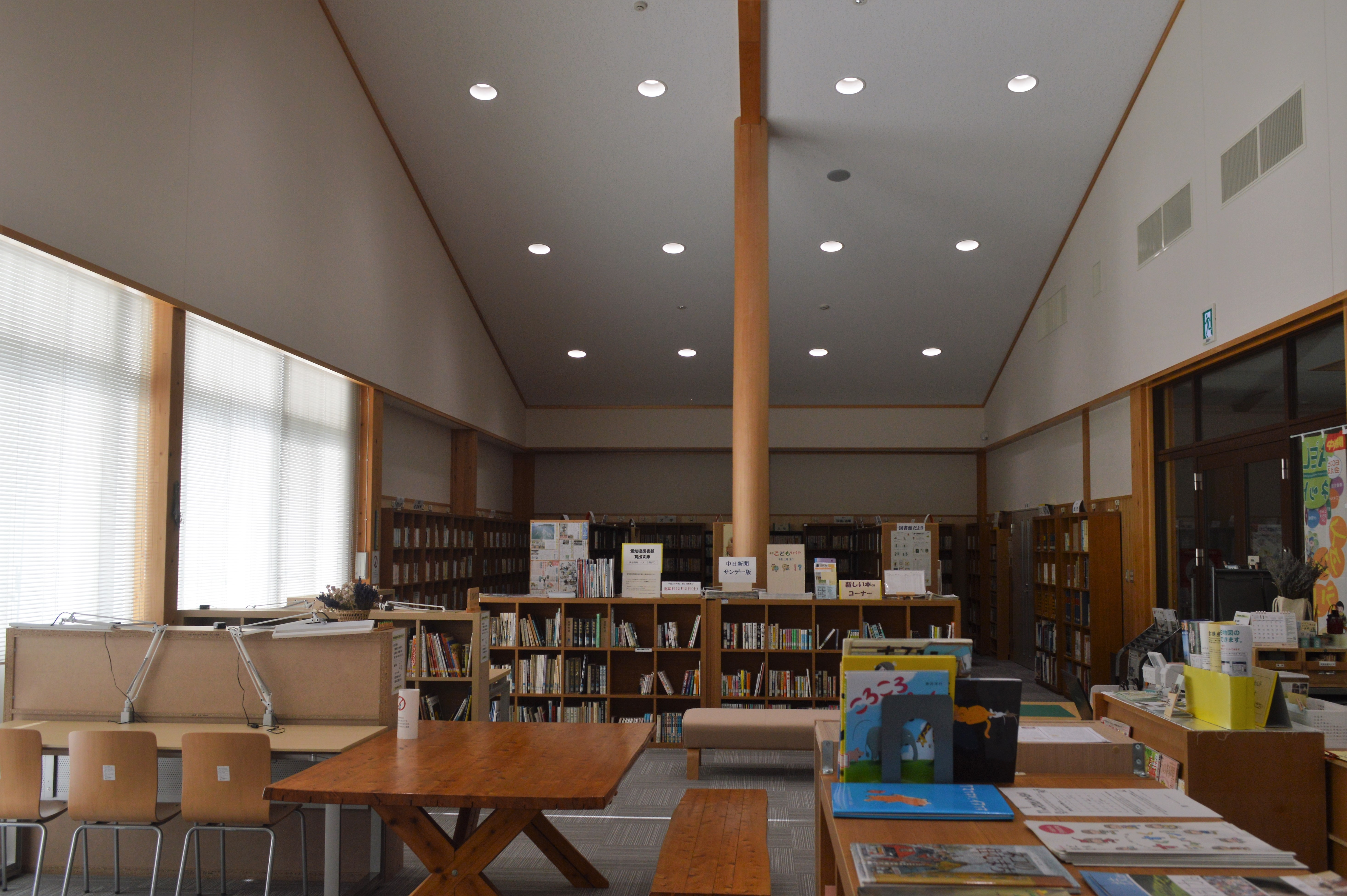
図書館内
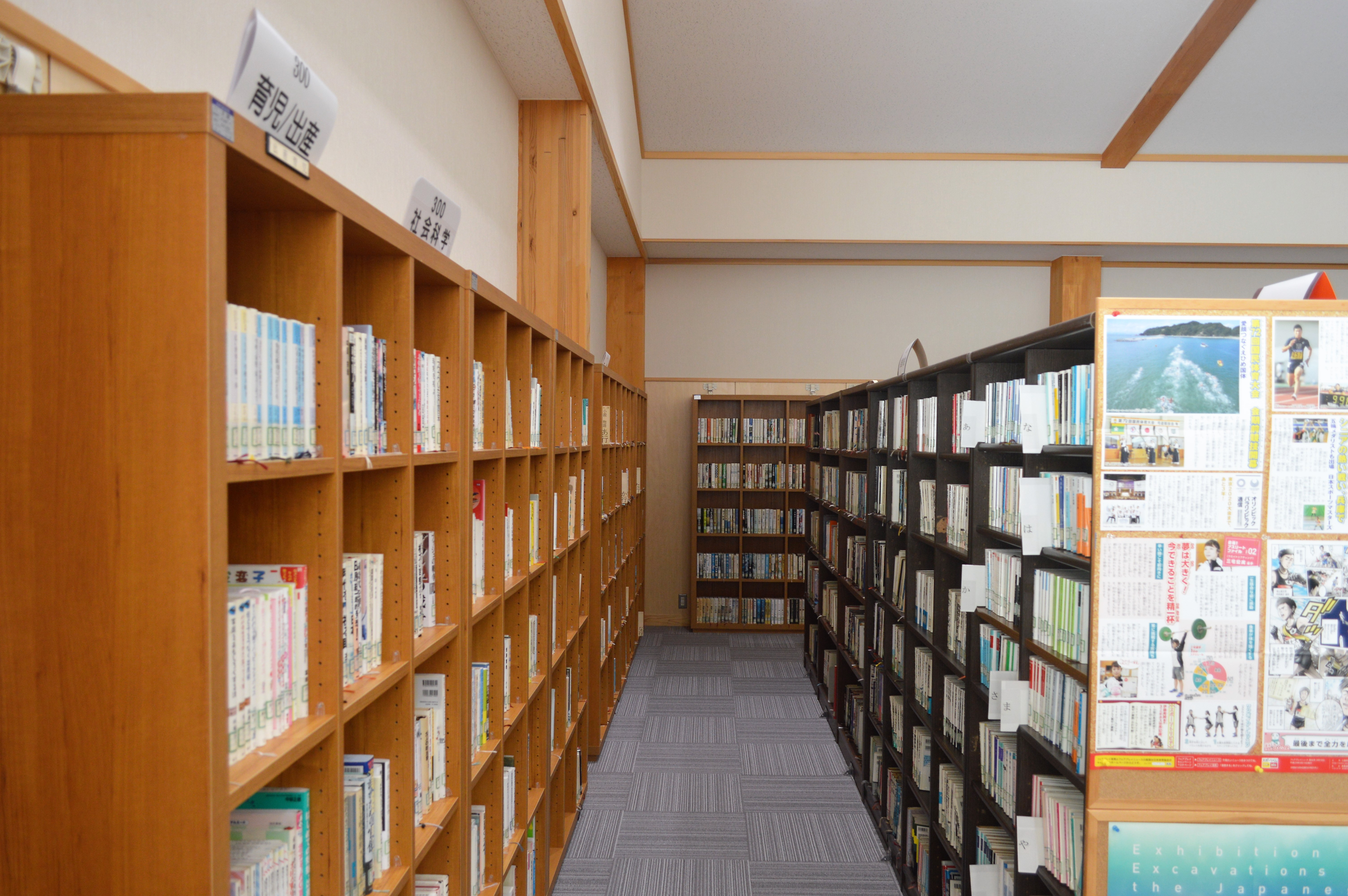
一般書
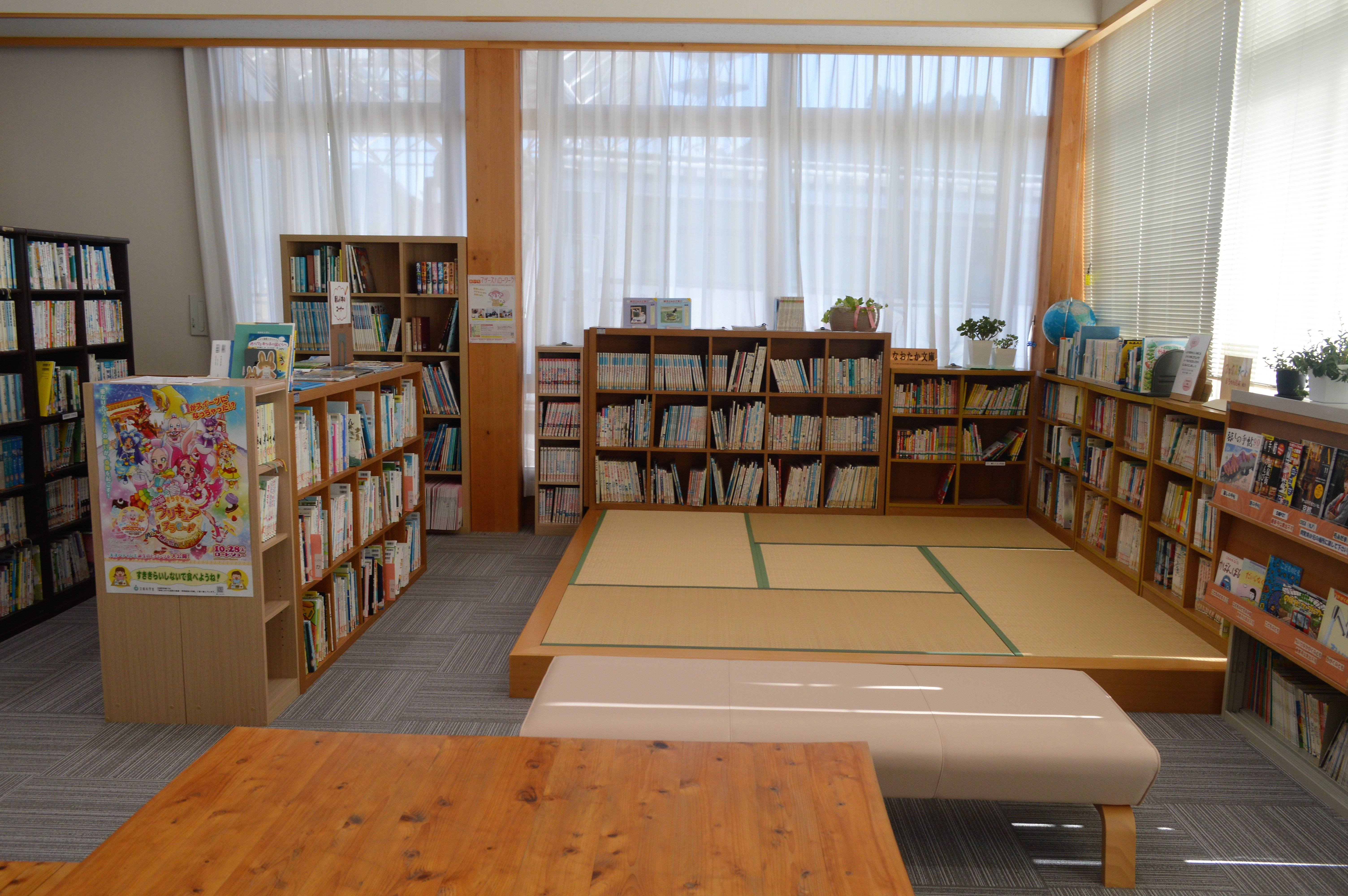
児童書
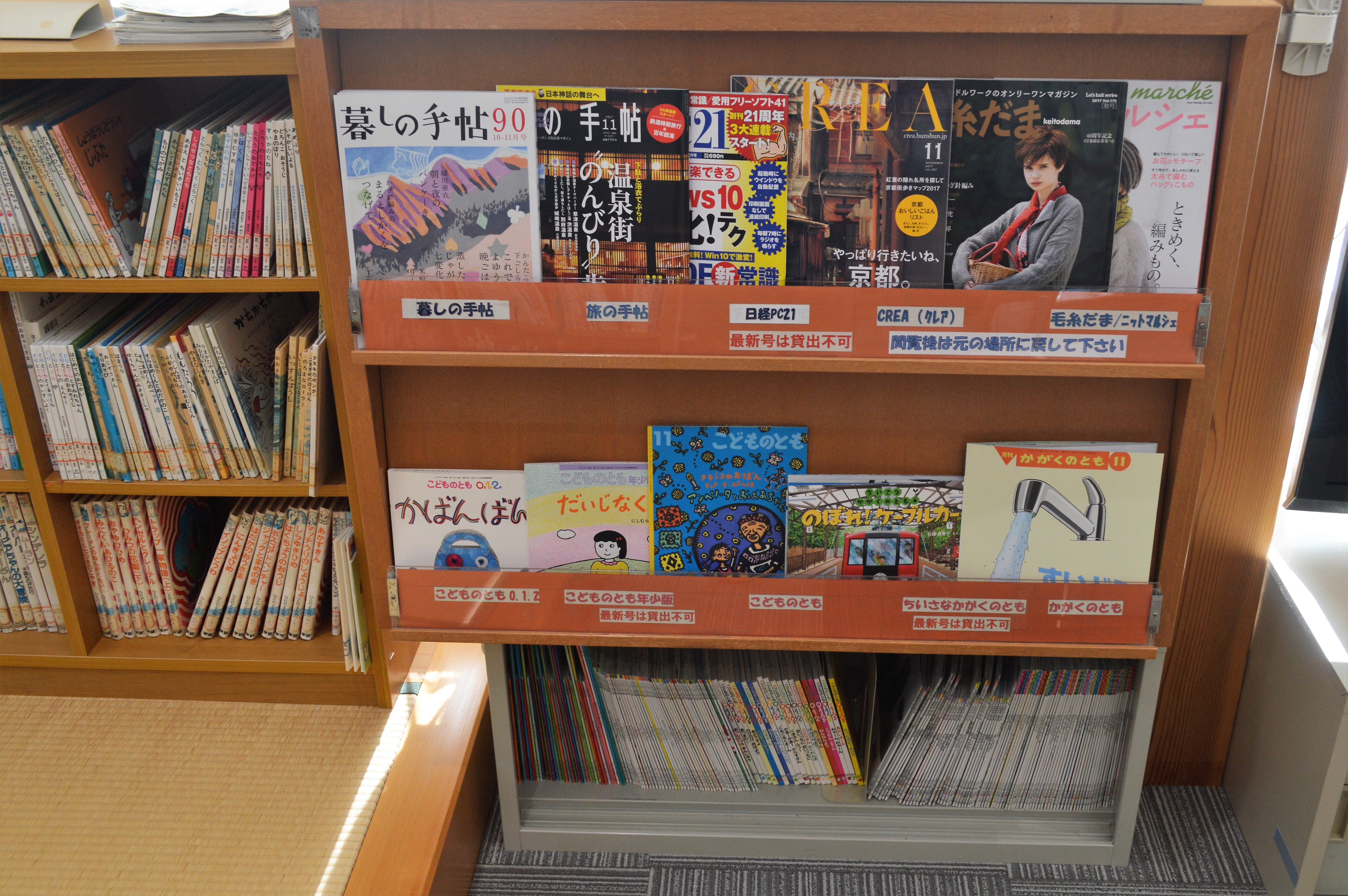
雑誌
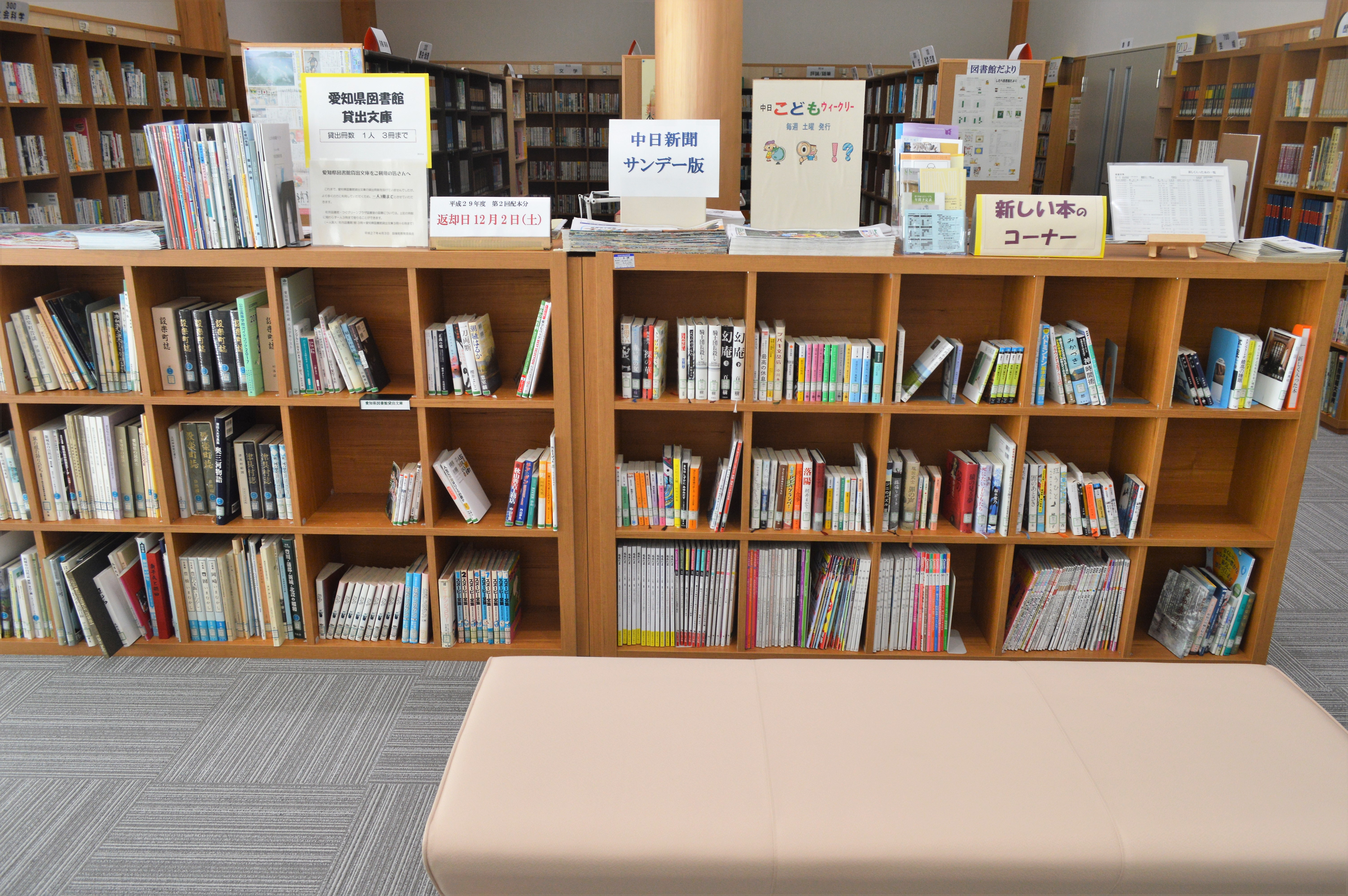
新刊本（右）、愛知県図書館貸出文庫（左）

### 建物

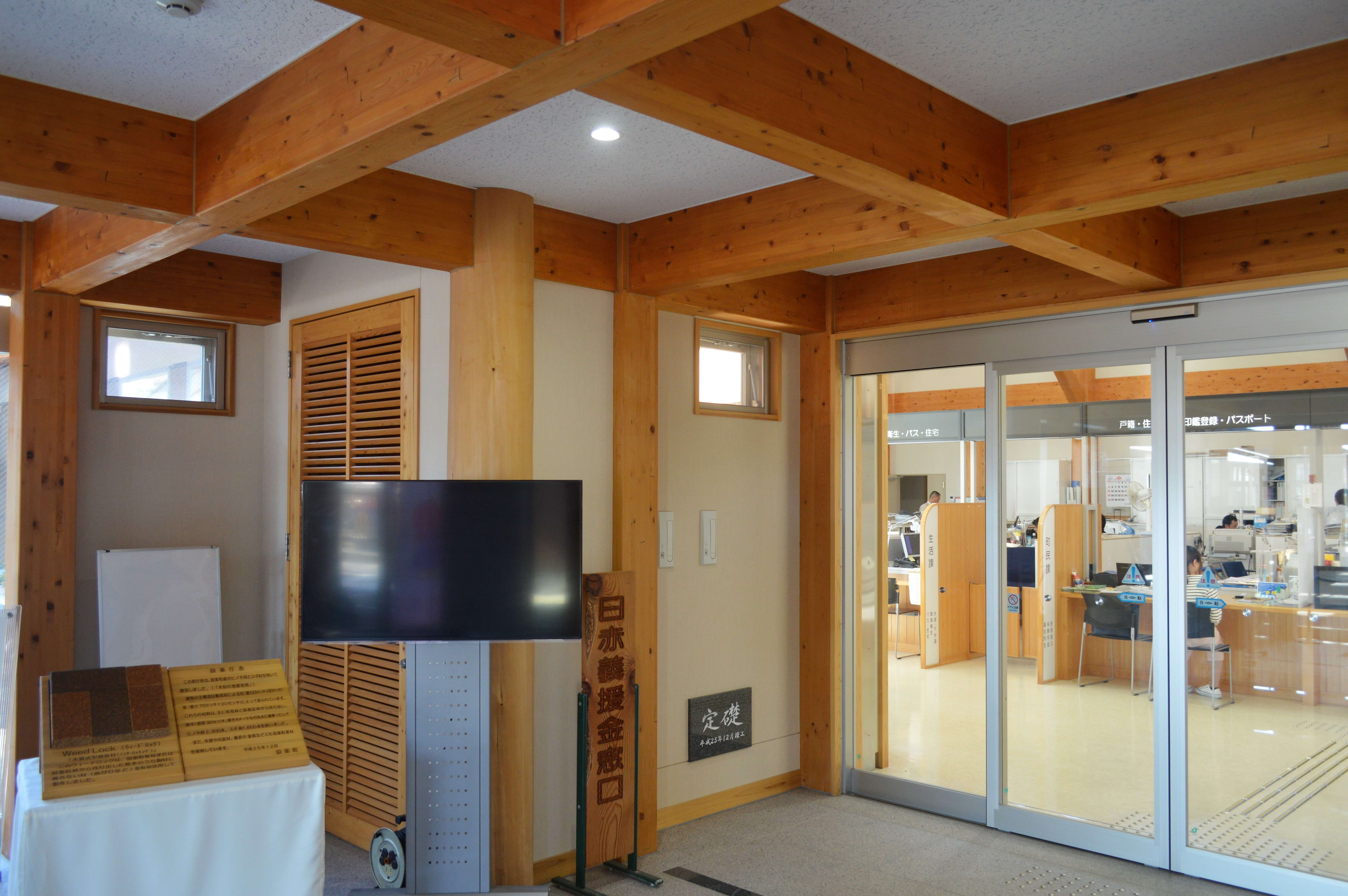
地元産集成材が用いられた設楽町役場内部

木造平屋建の庁舎は愛知県の自治体では初である。集成材による柱はもちろん、外壁、内装材、建具、家具などにも設楽町産木材が用いられている。主構造となる柱には主に設楽町の町有林や財産区林から伐り出されたスギ材とヒノキ材が用いられており、原木に換算してスギ約1,600本とヒノキ約2,300本が用いられている。
設楽町役場新庁舎の総工費は13億8600万円。7億1500万円は庁舎建設基金、9200万円は合併特例債、1億円は設楽ダム建設に伴う県と下流域自治体の負担金、その他を一般財源で賄っている。設楽ダム完成までには道路建設・保育園/図書館/子育てセンター/設楽町奥三河郷土館などの公共事業に計903億円が投じられているが、費用の約80%には愛知県や豊川下流域の自治体が代払いする水源地域対策特別措置法などの財源が充てられており、設楽町の負担は約30億円のみである。

## つぐグリーンプラザ図書室
2005年（平成17年）10月1日には北設楽郡津具村が設楽町に編入合併された。設楽町津具字下川原にある設楽町津具総合支所に隣接するつぐグリーンプラザは、室内温水プール、トレーニングルーム、図書室を有する社会教育・社会体育施設である。閲覧机を数多く有する広い図書室があり、学生は涼しい環境で勉強などを行うことができる。

## きらきら文庫
1993年（平成5年）に夫の故郷である北設楽郡津具村に移住した住民が、1994年（平成6年）9月に自宅の6畳の居間に「きらきら文庫」を開設した。この住民は名古屋市の図書館や児童館で読み聞かせ活動を行っており、市民講座で児童文学を学んだ経験があった。当時の津具村には図書室や図書館がなく、文庫には下校後の子どもたちが集まったという。1998年2月にはこの文庫を母体として、母親らによる「津具語りの会」が生まれ、年1回音読フェスティバルが開催された。地元の住民や大手商社から図書が寄贈されることもあり、2014年（平成26年）時点で文庫は2,300冊の蔵書を有している。

## 利用案内
|                | 設楽町民図書館                                    | つぐグリーンプラザ図書室                                   |
| -------------- | ------------------------------------------------- | ---------------------------------------------------------- |
| 所在地         | 設楽町田口字辻前14番地                            | 設楽町津具字下川原6番地1                                   |
| 開館時間       | 10時から16時 ※7月・8月は10時から17時              | 9時から12時、13時から17時                                  |
| 休館日         | 毎週火曜、年末年始                                | 毎週月曜・木曜、年末年始 ※小中学校の長期休暇中は木曜も開館 |
| 貸出冊数・期間 | 図書は3冊（年末年始は5冊）・15日間、DVDは1点1週間 | 図書は3冊（年末年始は5冊）・15日間、DVDは1点1週間          |